# 彭頓維爾
彭頓維爾（Pentonville）是位於英國中倫敦的一個地區，屬於伊斯靈頓區。這一地區位於查令十字北北東1.75英里（2.82）。地名得名於這一地區的開發者亨利·彭頓（Henry Penton）。距這裡最近的倫敦地鐵車站是天使站。